# Románico palentino

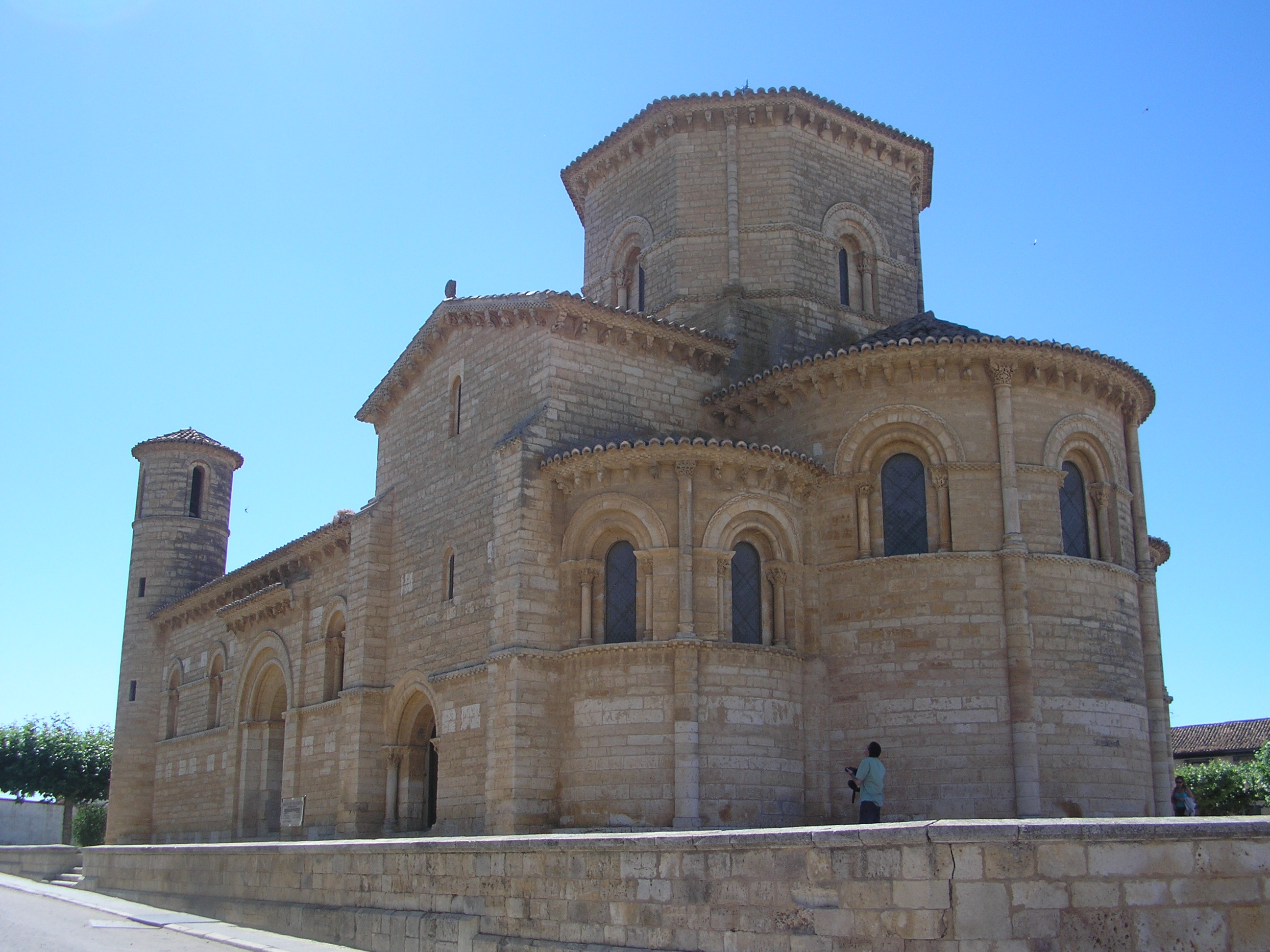
Detalle de la iglesia románica de San Martín de Frómista, ubicada en la localidad de Frómista, en el Camino de Santiago.

Se denomina románico palentino al patrimonio de arte románico ubicado en la provincia de Palencia (España). Está considerada como la concentración de monumentos románicos más importante de Europa.
Geográficamente, está dividido en cuatro zonas:
- Románico norte: ubicado en la Montaña Palentina, disperso alrededor de las localidades de Aguilar de Campoo y Cervera de Pisuerga. Es la más importante de las cuatro rutas, y ha sido puesto en marcha un proyecto para obtener la denominación de Patrimonio de la Humanidad por la Unesco.[3]
- Románico de La Ojeda, Boedo y Valdavia: localizado en la zona de transición entre la Montaña Palentina y el Camino de Santiago.
- Románico del Camino de Santiago: ubicado a lo largo de las localidades situadas en la ruta jacobea, que atraviesa de este a oeste la provincia. Sus principales núcleos son Frómista y Carrión de los Condes.
- Románico sur: el situado en las comarcas del sur de la provincia, con importantes vestigios en Palencia, Villamuriel de Cerrato y Torquemada.

## Características
Debido a las constantes divisiones territoriales y políticas sufridas por estos territorios a lo largo de la historia, el románico palentino no presenta una unidad estilística claramente marcada. Los actuales límites de la provincia de Palencia nada tienen que ver con los existentes cuando estos templos fueron levantados, por lo que podemos establecer tres divisiones principales entre los estilos que configuran este patrimonio:
- Románico incipiente: los primeros vestigios de arte románico en la provincia, siendo la seo de la Catedral de Palencia su máximo exponente, y uno de los primeros de la península.
- Románico culto: es el desarrollado a lo largo del Camino de Santiago, y viene determinado por las nuevas influencias traídas a través de la ruta jacobea.
- Románico de transición: en el siglo XIII empiezan a construirse los primeros templos con tendencias góticas, con una mayor preocupación estética. Es el caso de algunos monasterios del norte de la provincia.

## Románico norte

### Localización

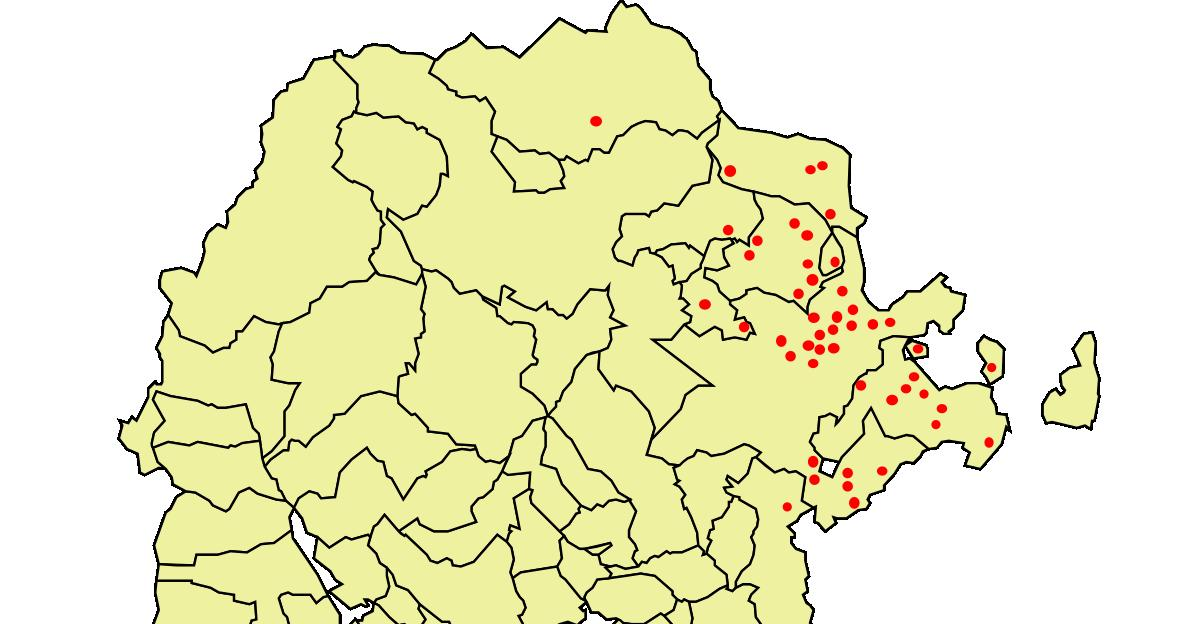
Distribución por localidades del arte románico en la zona norte de Palencia.

La zona denominada románico norte abarca la comarca de la Montaña Palentina, siendo la parte oriental de la misma, la zona de Aguilar de Campoo y municipios limítrofes la que mayor cantidad de construcciones aglutina.

### Construcciones
- Aguilar de Campoo: 
  - Iglesia de San Andrés.
  - Ermita de Santa Cecilia.

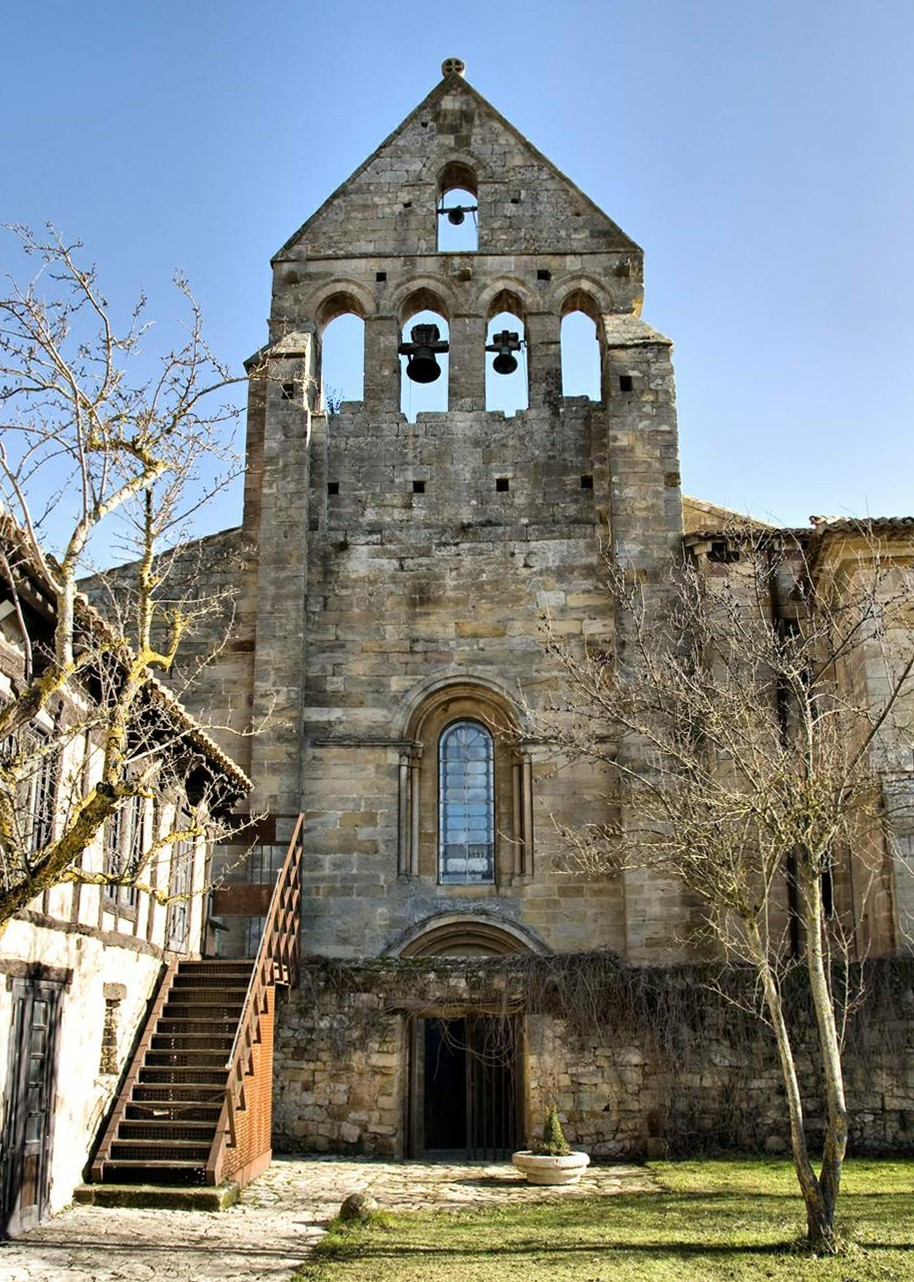
Espadaña de la iglesia del monasterio de Santa María la Real, en Aguilar de Campoo.

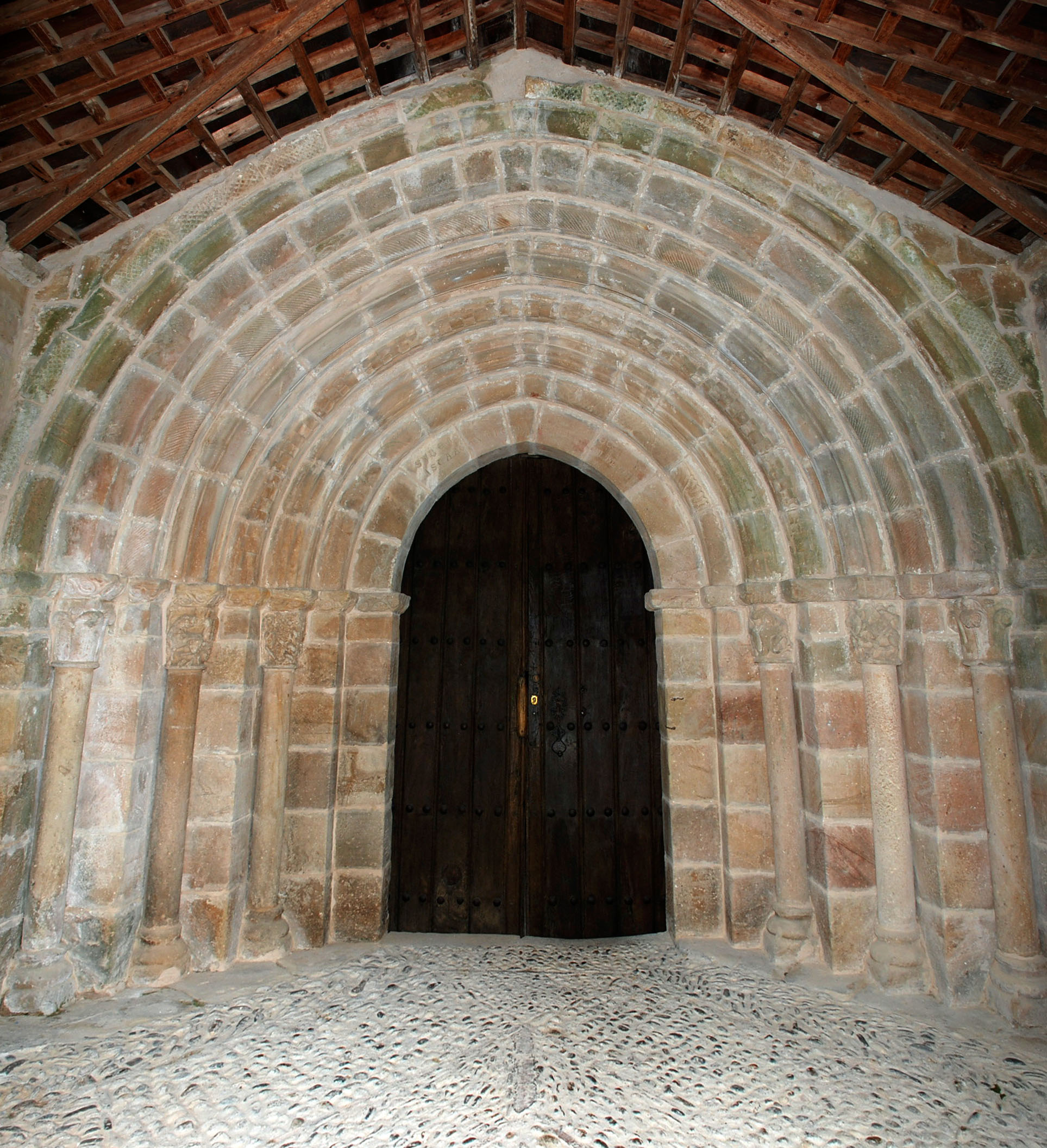
Portada de la iglesia de San Andrés en Cabria.

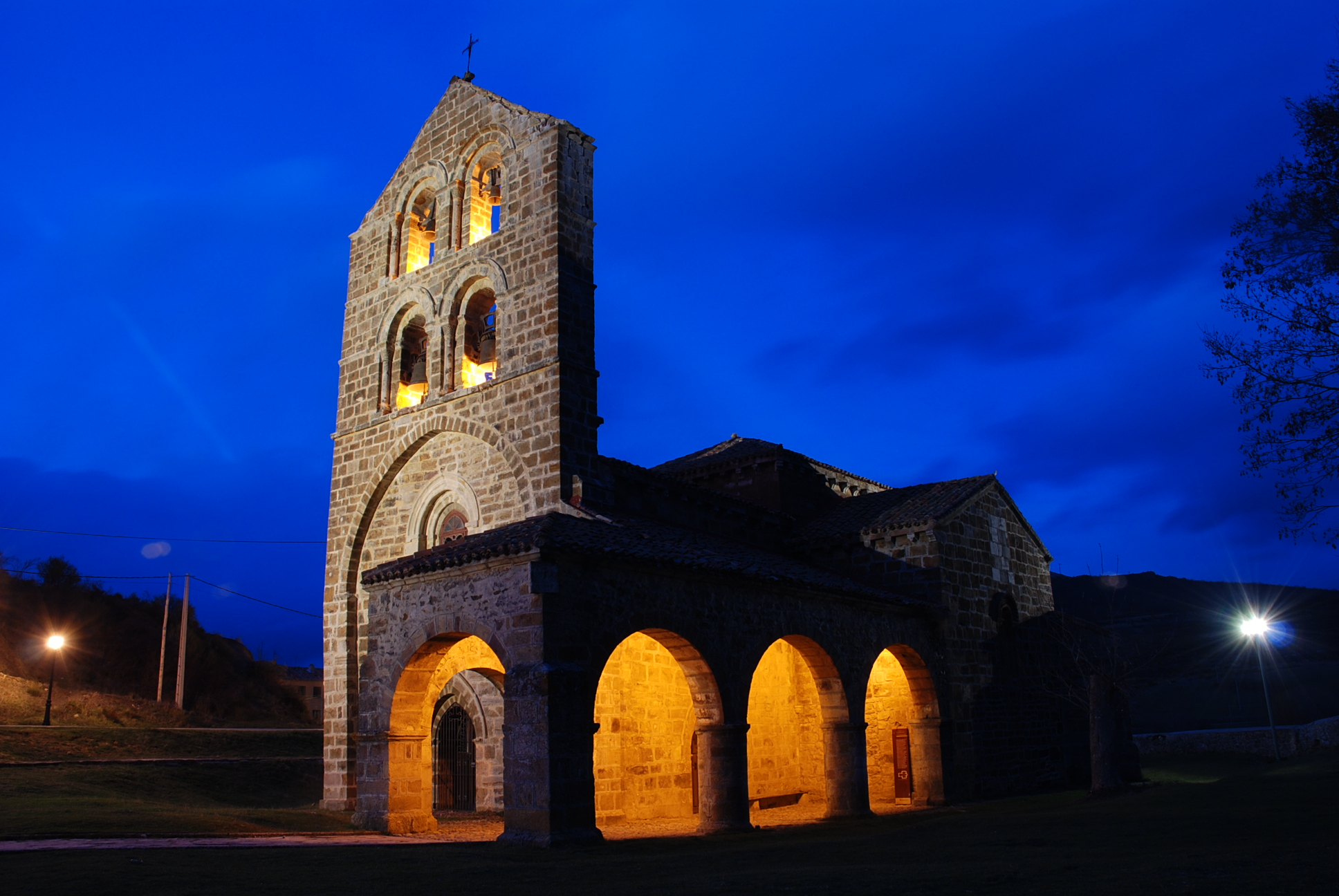
Imagen nocturna de la colegiata de San Salvador, en la localidad de San Salvador de Cantamuda.

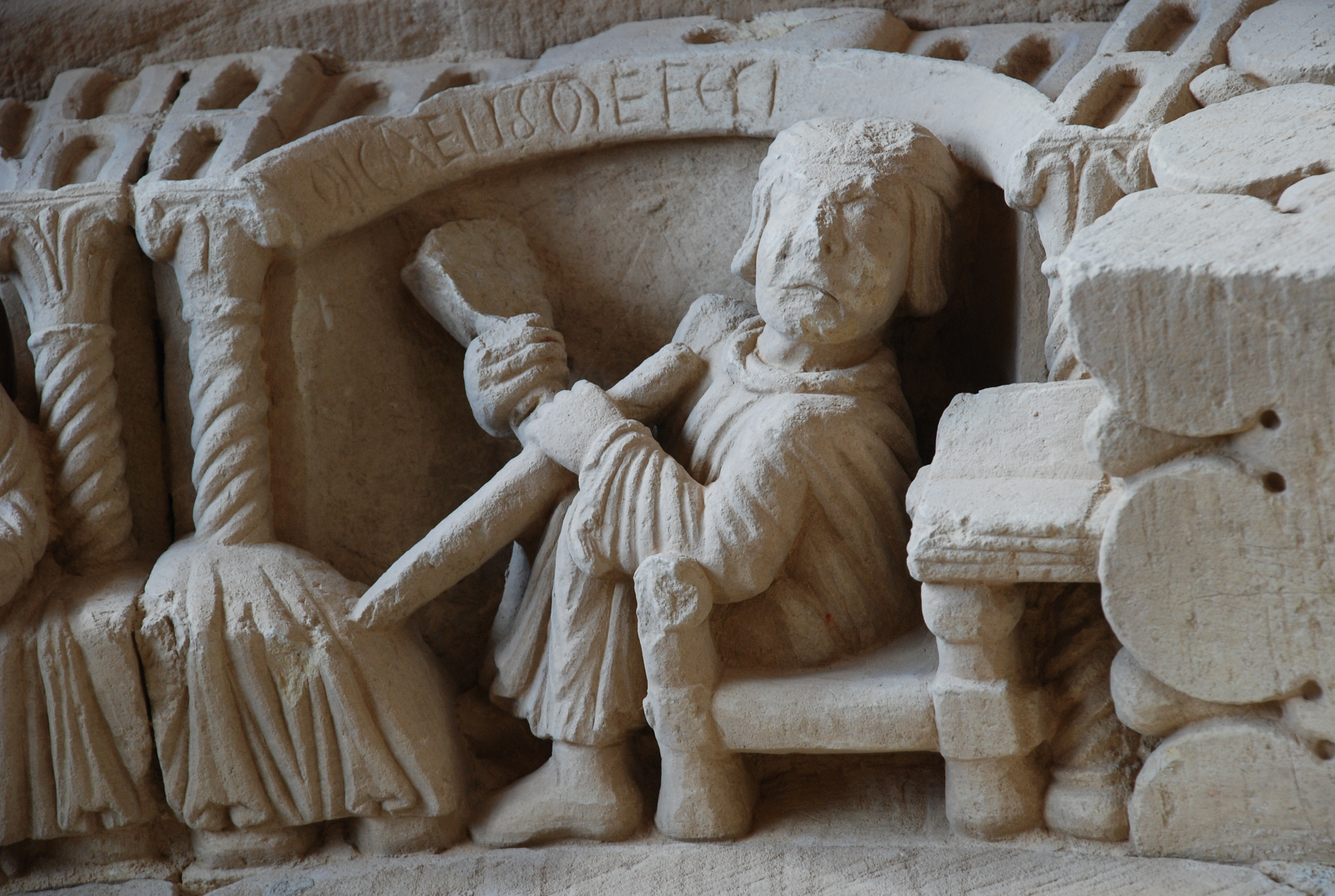
Detalle de la portada de la iglesia románica de Revilla de Santullán, con el texto Micaelis me fecit.

  - Monasterio de Santa María la Real.
  - Colegiata de San Miguel.
  - Restos de la ermita de Nuestra Señora del Llano.
- Báscones de Valdivia: Iglesia de San Sebastián.
- Barrio de San Pedro: iglesia de San Andrés.
- Barrio de Santa María:
  - Iglesia de Santa María.
  - Ermita de Santa Eulalia.
- Becerril del Carpio:
  - Iglesia de San Pedro en Barrio de San Pedro.
  - Iglesia de Santa María en Barrio de Santa María.
  - Ermita de San Vicente en La Puebla de San Vicente.
- Barruelo de Santullán: iglesia de Santo Tomás.
- Brañosera: iglesia de Santa Eulalia.
- Bustillo de Santullán: iglesia de San Bartolomé.
- Cabria: iglesia de San Andrés.
- Canduela: ermita de Santa María.
- Cezura: 
  - Iglesia de Santiago Apóstol.
  - Ermita rupestre.
- Cillamayor: iglesia de Santa María la Real.
- Corvio: iglesia de Santa Juliana.
- Foldada: iglesia del Salvador.
- Frontada: iglesia de San Andrés.
- Gama: iglesia de San Andrés.
- Helecha de Valdivia: iglesia de San Pantaleón.
- Lastrilla: iglesia de Santiago Apóstol.
- Lomilla: iglesia de San Esteban.
- Matabuena: iglesia de San Andrés Apóstol.
- Matalbaniega: iglesia de San Martín.
- Matamorisca: iglesia de San Juan Bautista.
- Monasterio:
  - Iglesia de la Asunción.
  - Ermita de Santa Lucía.
- Nava de Santullán: iglesia de San Juan Evangelista.
- Olleros de Pisuerga: iglesia rupestre de los Santos Justo y Pastor.
- Perapertú: cementerio.
- Pomar de Valdivia: iglesia de la Santa Cruz.
- Porquera de los Infantes: iglesia de Santa María.
- Pozancos: iglesia de El Salvador.
- Quintanilla de la Berzosa: iglesia de San Martín.
- Rebolledo de la Inera: iglesia de San Miguel.
- Renedo de la Inera: iglesia de San Roque.
- Respenda de Aguilar: iglesia de San Juan Bautista.
- Revilla de Santullán: iglesia de San Cornelio y San Cipriano.
- Salcedillo: iglesia de San Martín Obispo.
- Salinas de Pisuerga: ermita de Santa María de Quintanahernando.
- San Mamés de Zalima: iglesia de San Miguel.
- San Salvador de Cantamuda: colegiata de San Salvador.
- Santa María de Mave: monasterio de Santa María de Mave.
- Santana de la Peña: iglesia de San Saturnino.
- Valdegama: Iglesia de Nuestra Señora.
- Vallespinoso de Aguilar: ermita de Santa Cecilia.
- Verbios: iglesia de San Pedro.
- Villabellaco: iglesia de San Pedro Apóstol.
- Villacibio: ermita rupestre de San Pelayo.
- Villallano: iglesia de Santa María la Mayor.
- Villanueva de la Torre: iglesia de Santa Marina.
- Villarén de Valdivia: ermita rupestre de San Martín.
- Villavega de Aguilar: iglesia de San Juan Bautista.

## Románico de La Ojeda, Boedo y Valdavia

### Localización
Comprende las comarcas naturales de Boedo-Ojeda y Vega-Valdavia, siendo sus localidades más representativas Herrera de Pisuerga, en la primera, y Saldaña en la segunda. La concentración de construcciones es menor que en el románico norte, pero aun así es muy significativa.

### Construcciones

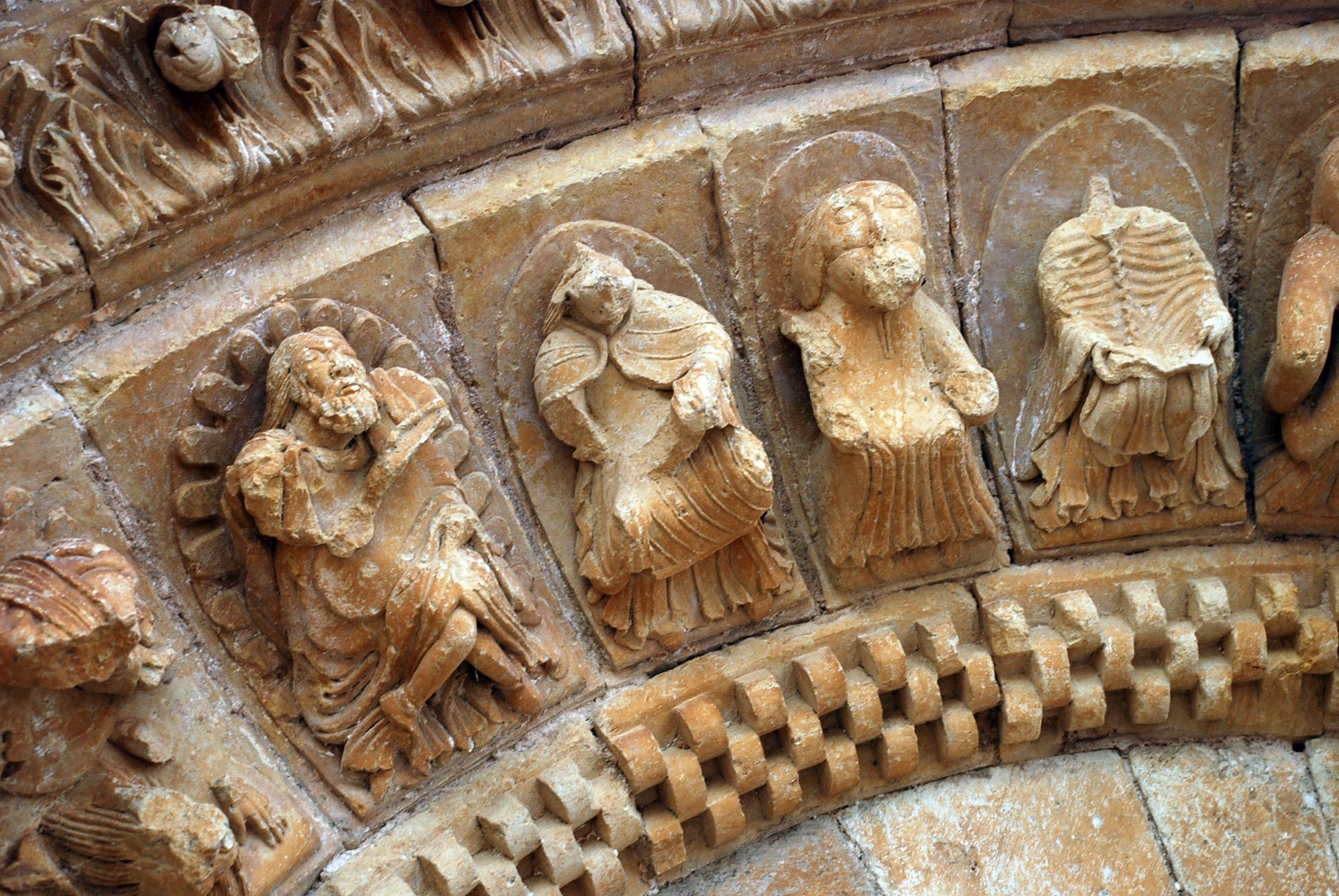
Arquivoltas figuradas del pórtico del monasterio de San Pelayo en Arenillas de San Pelayo.

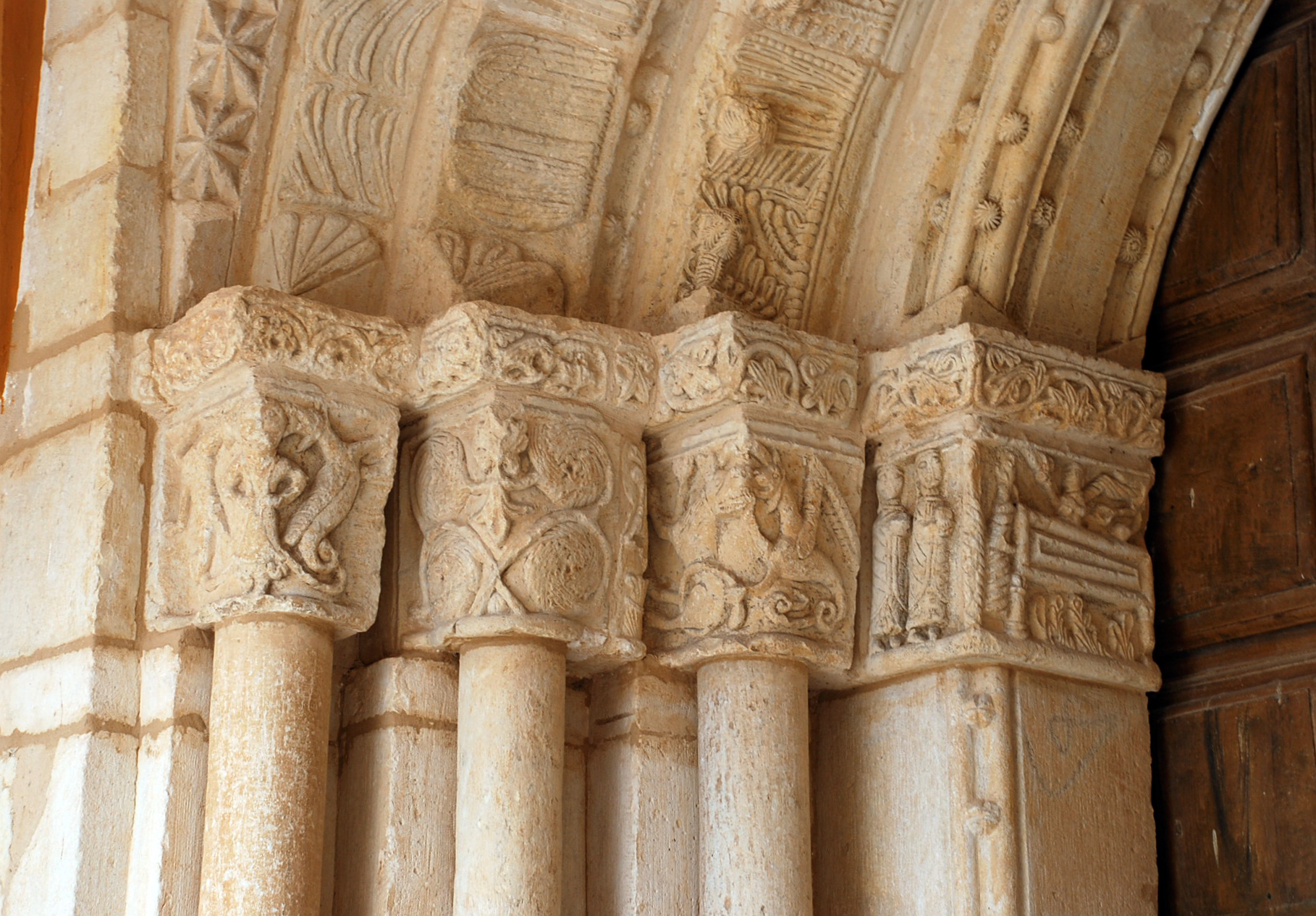
Capiteles del pórtico de la iglesia de San Quirico en Castrillo de Villavega.

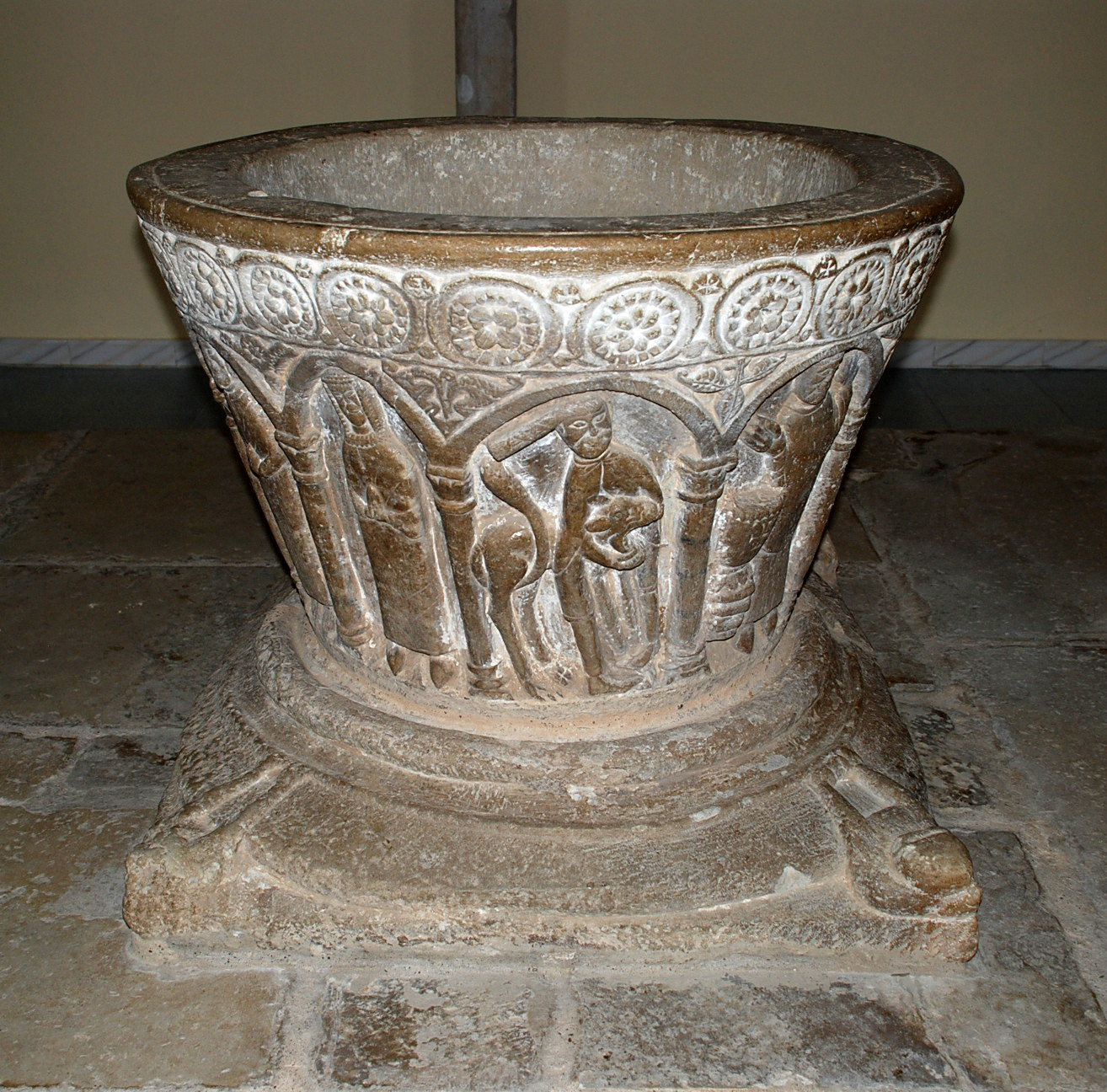
Pila bautismal de la iglesia de San Esteban en Renedo de Valdavia.

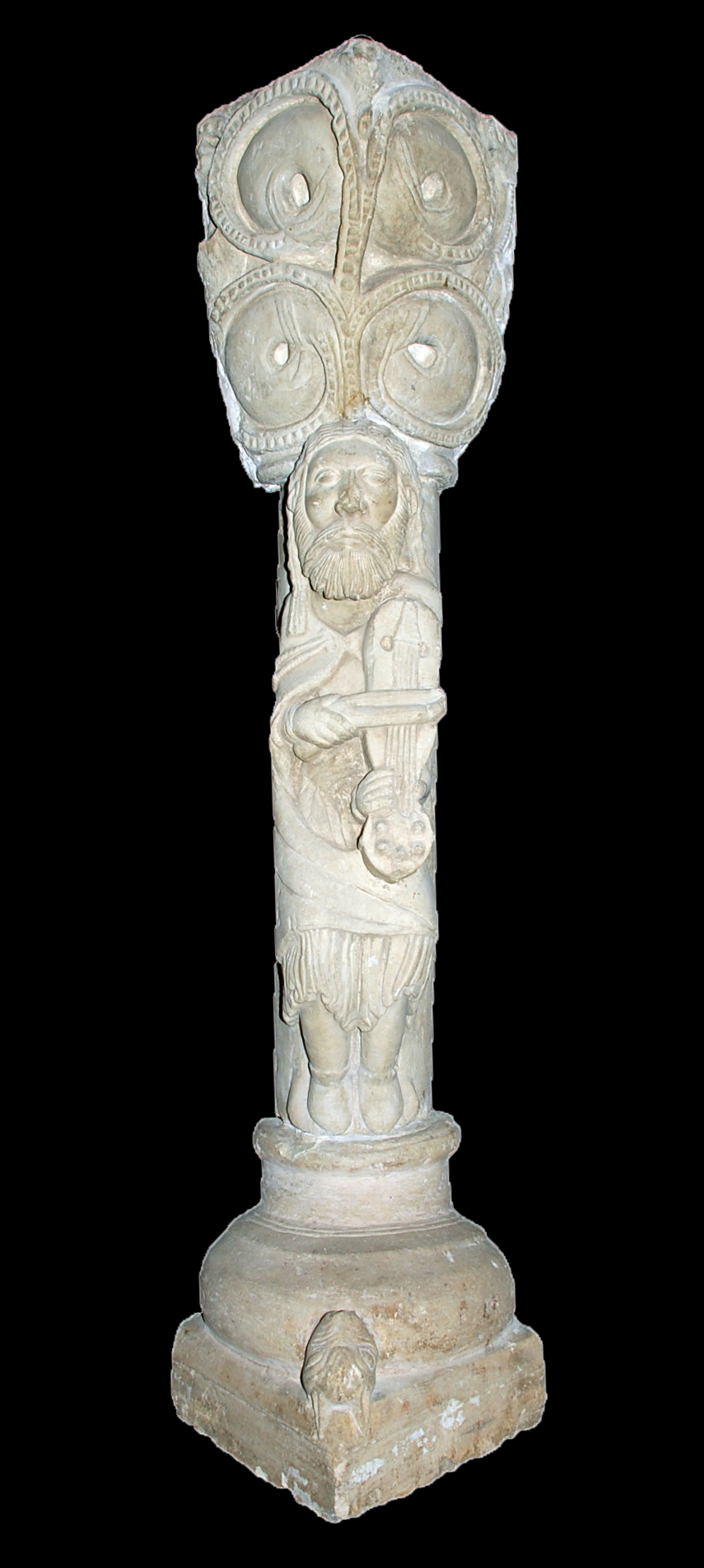
Estatua-columna del rey David en la iglesia de San Andrés en Revilla de Collazos.

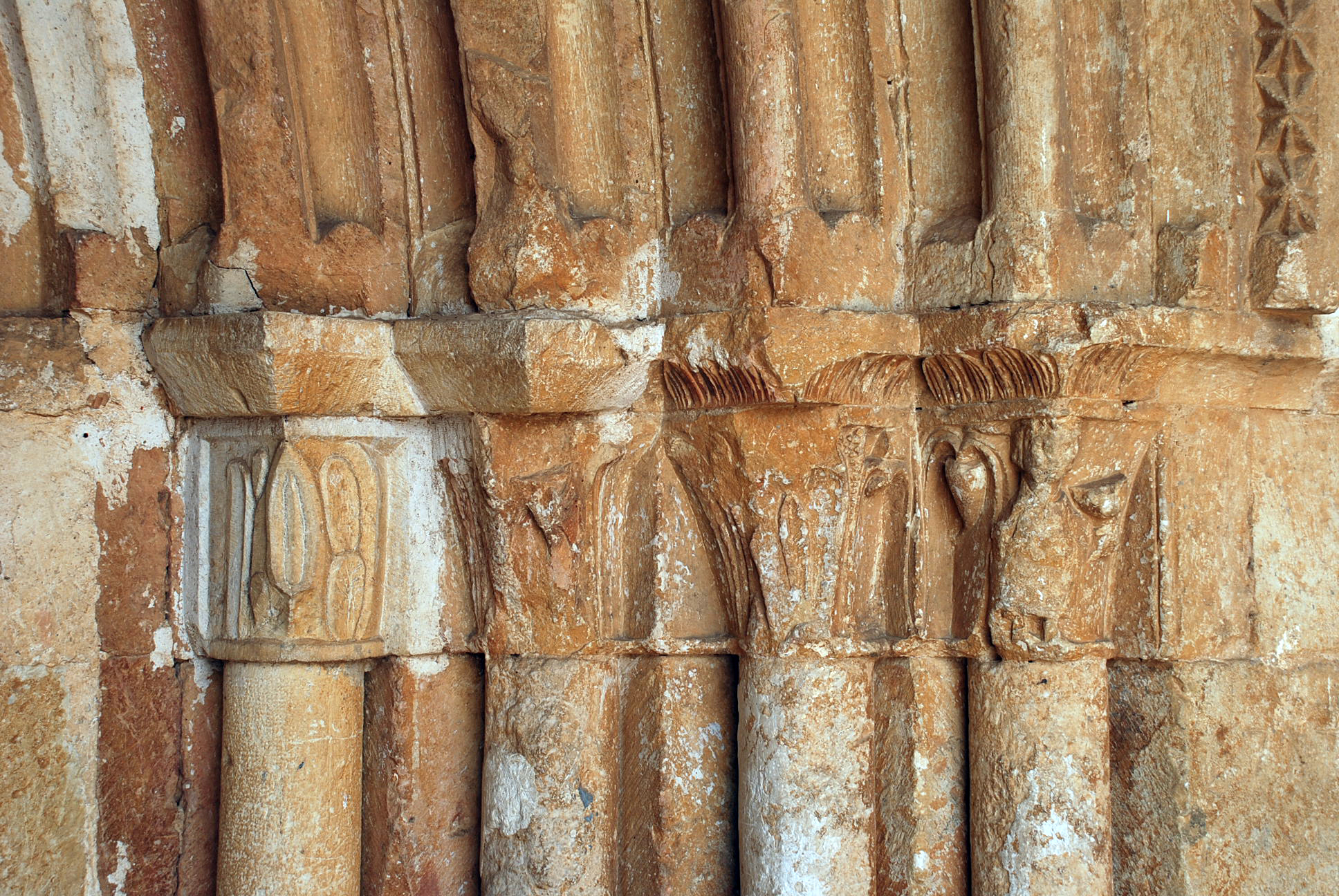
Capiteles del pórtico de la iglesia de Nuestra Señora de la Asunción en Sotobañado y Priorato.

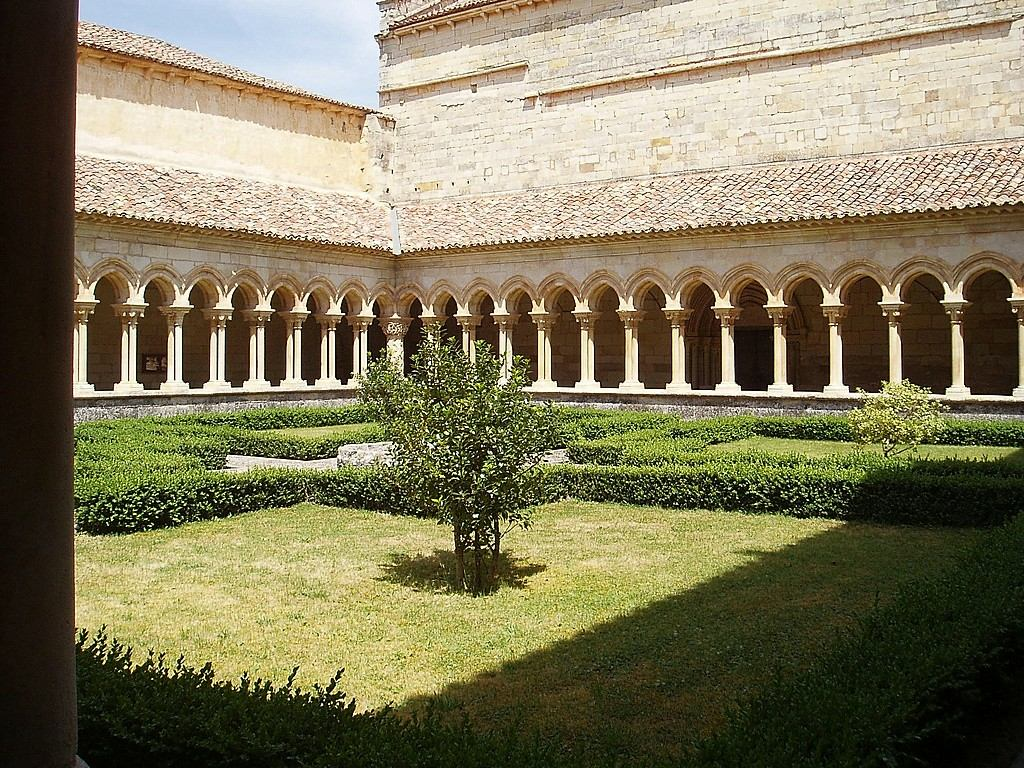
Detalle del claustro del monasterio de San Andrés de Arroyo.

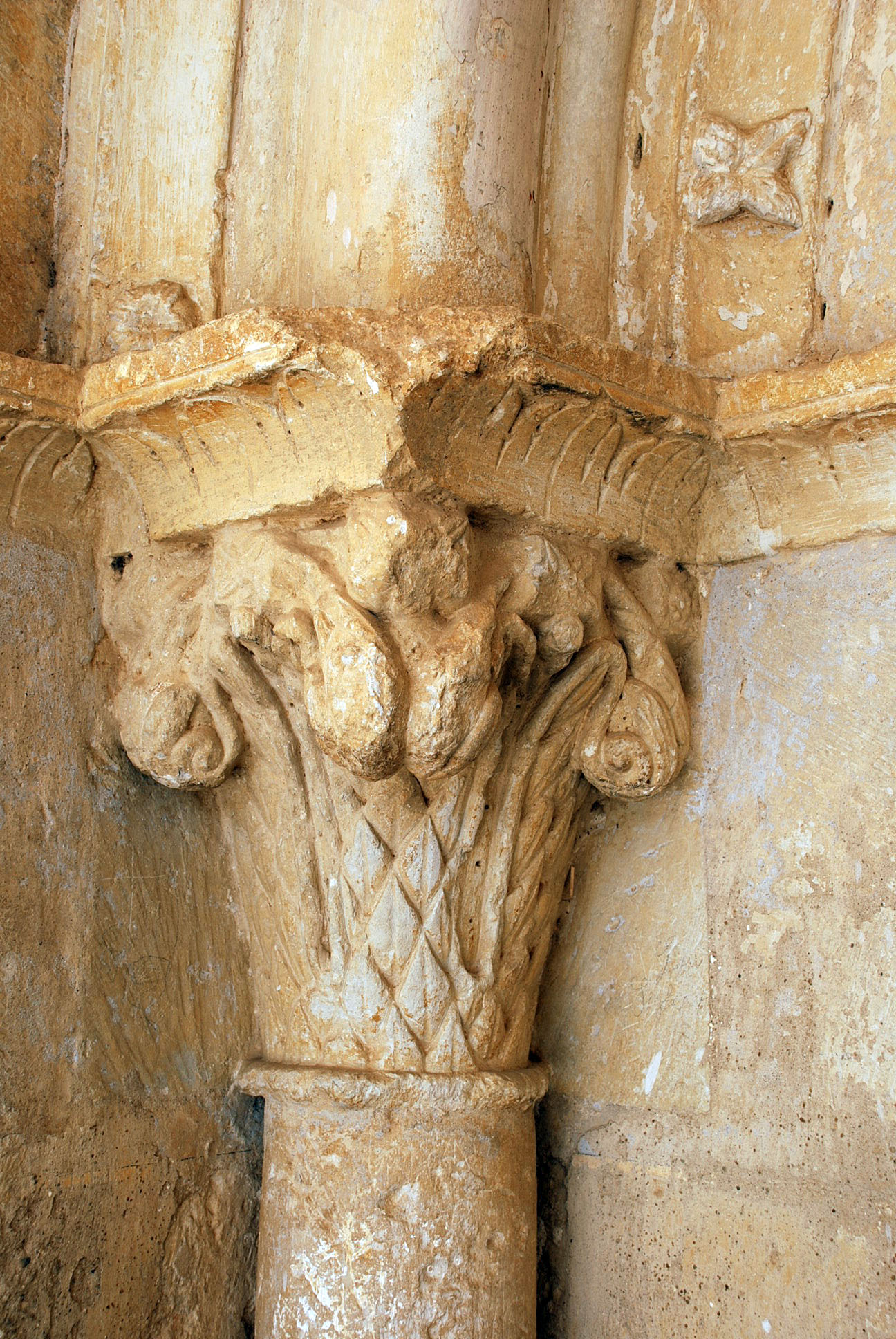
Capitel tardo-románico conservado en la portada de la iglesia de San Román (Villaherreros)

- Arenillas de San Pelayo: monasterio de San Pelayo, templo del siglo XII, dedicado a san Pelayo, pasó en 1168 a la orden de los premonstratenses de Retuerta, y ha sufrido diversas remodelaciones. Lo más destacado son su puerta exterior (una de las más sobresalientes del románico palentino), formada por varias arquivoltas de medio punto, el arco triunfal y la sala capitular, donde destacan las tallas de los capiteles que soportan las bóvedas. Su cabecera se compone de tres ábsides, siendo el central de estilo mudéjar; y hay dos capillas en sus flancos.[4]
- Báscones de Ojeda: restos románicos del cementerio.
- Castrillo de Villavega: iglesia de San Quirico, situada dentro del casco urbano, su fábrica actual (de ladrillo y mampostería) es del siglo XV, y en ella se reutilizaron los sillares del castillo que da nombre al pueblo. Completando su portada original, de estilo románico tardío. Su nave consta de cuatro tramos cubiertos con bóveda de cañón y lunetos. Es destacable, en su interior, el retablo del altar mayor, del siglo XVII.[5]
- Calahorra de Boedo: pila bautismal de la iglesia de Nuestra Señora de las Candelas.
- Cembrero: pila bautismal de la iglesia de San Tirso.
- Collazos de Boedo: iglesia de Santa Lucía.
- Colmenares de Ojeda: iglesia de san Fructuoso, con su pila bautismal, datada en el siglo XII y una de las mejores de la provincia.
- Cubillo de Ojeda o de Perazancas: iglesia de San Pedro, del siglo XII.
- Dehesa de Montejo: iglesia parroquial de origen románico; del primitivo templo conserva una sencilla portada románica y la espadaña de tres ventanales apuntados.
- Dehesa de Romanos: iglesia de Santa Eugenia.
- Dehesa de Tablares: iglesia de la Transfiguración del Señor.
- Hijosa de Boedo: iglesia de San Martín, románica en origen ha sido sometida a múltiples transformaciones que aunque enmascaran su obra de finales del siglo XII o principios del XIII, mantienen buena parte de la misma a la vista. Destaca el ventanal del ábside, el cual es de fina aspillera orlada por arquivolta de medio punto decorada con baquetón en su ángulo y bezantes en la escocia y rodeada por guardapolvo de filigrana a base de pequeños triángulos.
- La Vid de Ojeda: ermita de San Jorde.
- Micieces de Ojeda: ermita de San Lorenzo.
- Moarves de Ojeda: iglesia de San Juan Bautista.
- Montoto de Ojeda: iglesia de San Esteban.
- Nogales de Pisuerga: Iglesia de San Bautista.
- Páramo de Boedo: iglesia de Nuestra Señora de la Natividad.
- Payo de Ojeda: iglesia de las Santas Justa y Rufina.
- Perazancas
  - Iglesia parroquial.
  - Ermita de San Pelayo.
- Pisón de Ojeda: iglesia de San Pelayo, emplazada en un cerro, se conserva aislada del núcleo urbano destacando su ábside románico del siglo XIII.
- Renedo de Valdavia: pila bautismal de la iglesia de San Esteban, del siglo XIII y una de las más mejores conservadas de toda la provincia. Proveniente con toda probabilidad del monasterio premonstatense de la vecina Arenillas de San Pelayo.
- Revilla de Collazos: iglesia de San Andrés.
- Villabermudo de Ojeda: iglesia de Nuestra señora de la Asunción, cuya fábrica original está datada en el siglo XII, conservando el ábside, con una ventana y canecillos románicos en el exterior, y capiteles románicos en el interior. También posee una puerta de transición al gótico junto a la torre barroca. Dotada de aditamentos entre los siglos XV y XVIII.
- San Pedro de Moarves: iglesia de San Pedro.
- San Quirce de Riopisuerga: iglesia de San Miguel Árcangel.
- Sotillo de Boedo: iglesia de San Nicolás de Bari.
- Sotobañado y Priorato: iglesia de Nuestra Señora de la Asunción.
- Quintanatello de Ojeda: iglesia de Virgen María Asunta, templo de principios del siglo XIII muy reformado y envuelto en construcciones auxiliares, posee un sencillo ábside, la espadaña y la portada de su primitiva construcción románica.
- San Andrés de Arroyo (municipio de Santibáñez de Ecla): monasterio de Santa María y San Andrés, el cual fue declarado conjunto histórico-artístico el 3 de junio de 1931, y restaurado en 1958. Según la leyenda, se encontraron las reliquias de San Andrés junto a un arroyo, donde se fundó el monasterio en 1185 por Dª Urraca López de Haro, y su primera abadesa fue Mencía de Lara. Es considerado una réplica del monasterio de las Huelgas, de Burgos[6] Es un edificio de una nave, con crucero y tres ábsides, siendo los laterales cuadrados y el central, poligonal. Consta de iglesia, sala capitular y claustro, siendo este último su elemento más destacado.[7] Es considerado un centro fundamental de la difusión del románico, debido a su influencia en posteriores edificaciones.
- Olmos de Ojeda: Santa Eufemia de Cozuelos.
- Vega de Bur: 
  - Iglesia de San Vicente Mártir.
  - Ermita de la Virgen del Rebollar: en su interior guarda la imagen de la patrona de toda la Ojeda, la Virgen del Rebollar, talla sedente del siglo XII. Es una ermita de transición románico gótico, dominada por una aguda espadaña de un solo ventanal.
  - Cementerio de San Tirso.
- Villaeles de Valdavia: iglesia de San Martín de Tours, la cual conserva dos sillares provenientes de una construcción románica anterior.
- Villanuño de Valdavia: espadaña de Santa Eugenia.
- Villasila de Valdavia: iglesia de San Pelayo, en la cual conserva una pantocrátor proveniente de una construcción románica anterior y que recuerda al pantocrátor de la torre del monasterio premonstatense de la cercana Arenillas de San Pelayo.
- Zorita del Páramo: iglesia de San 
Lorenzo, románica de finales del siglo XIII, con modificaciones posteriores. Es un

templo de planta de cruz latina de una sola nave, y su 
cabecera está formada por el presbiterio (rectangular) y 
ábside (semicircular). 
Sobresale su portada Sur, renacentista, de importantes dimensiones y con notable ornamentación.

## Románico del Camino de Santiago

### Localización
En torno a los principales municipios por los que transcurre el Camino de Santiago por la provincia de Palencia, es decir: Frómista y Carrión de los Condes.

### Construcciones
- Carrión de los Condes:
  - Iglesia de Santiago.

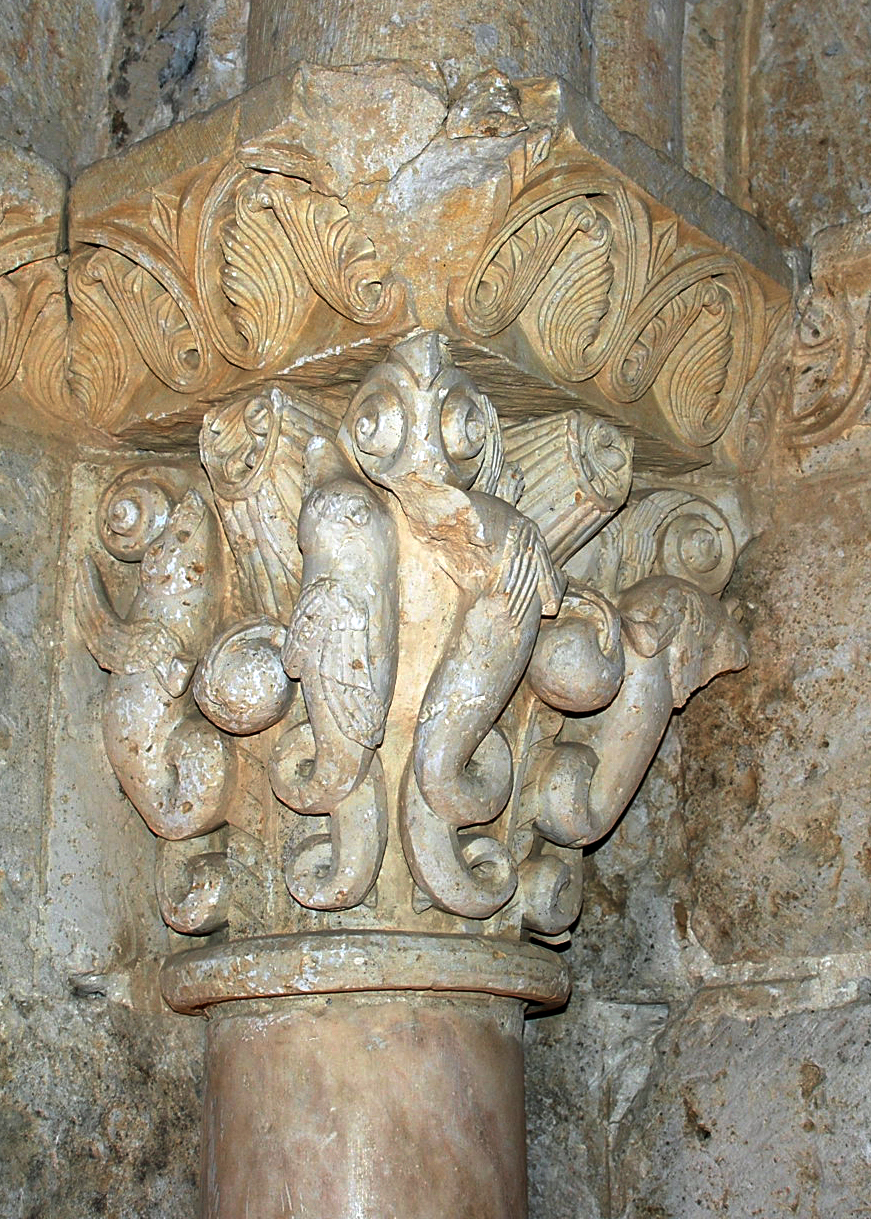
Monasterio de San Zoilo en Carrión de los Condes.

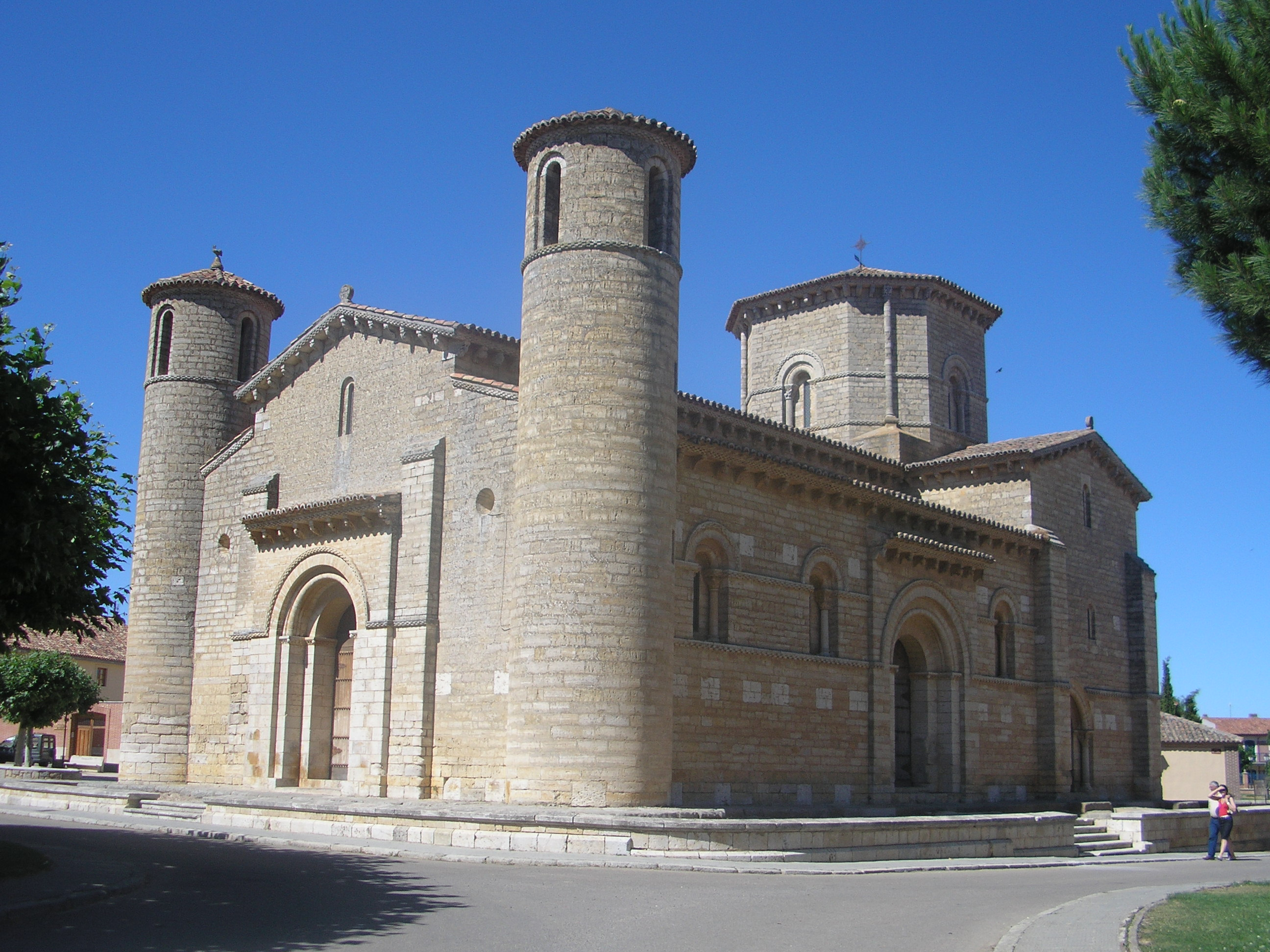
Fachada principal de San Martín de Frómista.

  - Iglesia de Santa María del Camino.
  - Monasterio de San Zoilo, construido en el s. X, destaca por su portada románica del siglo XI, desde la que se accede a la iglesia donde se encuentran los sepulcros de los Infantes de Carrión, quienes, según la leyenda, se casaron con las hijas del Cid Campeador.
- Frómista: iglesia de San Martín de Tours, construida en la segunda mitad del siglo XI por orden de doña Mayor de Castilla, como parte del monasterio de San Martín, hoy desaparecido. Las primeras noticias en las que se hace referencia a esta iglesia datan del año 1066, en el que ya se había iniciado su construcción. Su estilo se relaciona con el románico de la zona de Palencia, así como con la catedral de Jaca, alguno de cuyos canteros pudo trabajar en su edificación. Su apariencia exterior es característica del periodo románico en que fue construida. Sobre sus naves, de escasa altura, destaca la cúpula octogonal sobre el crucero, y las dos torres cilíndricas a ambos lados de la fachada principal. Las tres naves, con bóveda de cañón, tienen distinto volumen (la central es más ancha y alta que las dos laterales), y terminan en tres ábsides circulares.
- Nogal de las Huertas: monasterio de San Salvador.
- Población de Campos:
  - Ermita de San Miguel.
  - Ermita del Socorro.
- Población de Soto: iglesia de Nuestra Señora de la Asunción.
- Renedo de la Vega: monasterio de Santa María de la Vega.
- Villalcázar de Sirga: iglesia de Santa María la Blanca, templo de transición entre románico y gótico, constituido por tres naves, amplio crucero y tres capillas absidales.

## Románico sur

### Localización
Se denomina románico sur a la zona comprendida entre los municipios aledaños al Camino de Santiago y el límite sur de la provincia, zona en la que se encuentran la capital, Palencia. Es la zona de menor concentración de arte románico de las cuatro enumeradas.

### Construcciones
- Amusco

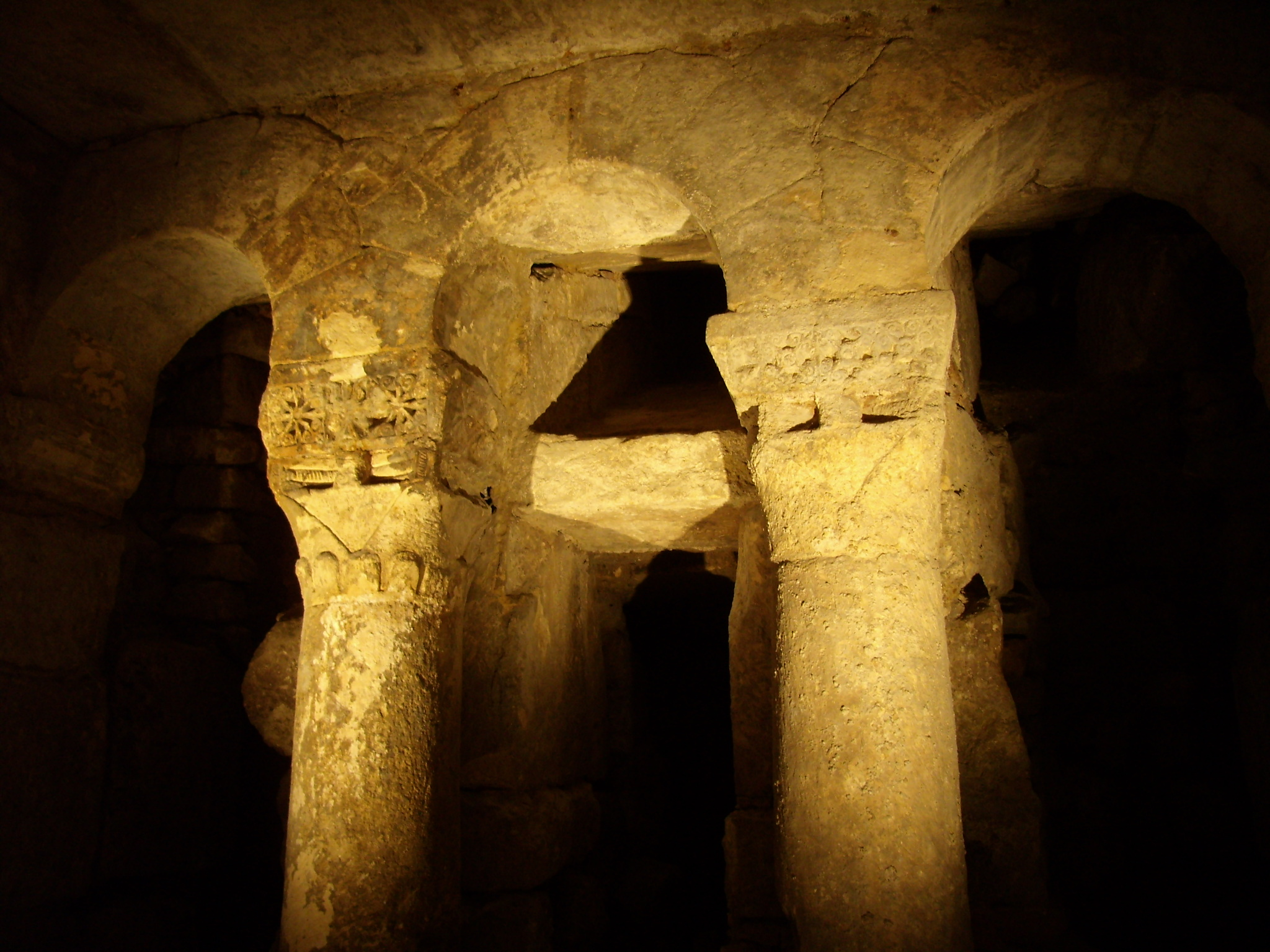
Cripta de San Antolín en la catedral de Palencia.

  - Ermita de Nuestra Señora de las Fuentes: templo de comienzos del siglo XIII. Situado fuera del casco urbano muestra ya las formas y maneras propias de una gran iglesia de transición aunque muchos elementos son principalmente románicos. Tiene tres naves, crucero y tres ábsides. El ábside central, semicilíndrico con ventanales es todavía típicamente románico. Los ábsides laterales son cuadrados. La portada, situada en el muro meridional es de arquivoltas ojivales sobre cinco pares de columnas, anticipando el Gótico, a pesar de que la decoración de capiteles y canecillos es todavía románica y muestra gran variedad de motivos.
  - Iglesia de San Pedro (Astudillo): de construcción anterior a la ermita de Nuestra Señora de las Fuentes, data de finales del siglo XII. Posteriormente sufrió diversas reformas radicales, especialmente en los siglos XVII y XVIII, fechas en la que se construyó la enorme espadaña, motivo por el que es llamada Pajarón de Campos. Conserva dos hermosas portadas de románico de transición.
- Grijota: ermita de Nuestra Señora de los Ángeles, templo románico de finales del siglo XIII en el que se alberga la tala del Cristo de la Salud, del siglo XIV.
- Manquillos: iglesia parroquial.
- Palencia:
  - Cripta de San Antolín : situada bajo la actual catedral de Palencia es el único resto de la primitiva catedral visigótica construida en la segunda mitad del siglo VII, añadiéndose posteriormente elementos románicos.
  - Iglesia de San Juan Bautista (Palencia): ubicada originalmente en la localidad de Villanueva del Río, fue trasladada piedra por piedra a la capital tras quedar el pueblo anegado por el embalse de Aguilar, en los años 60, y fue situada en uno de los parques más emblemáticos de la ciudad, la Huerta de Guadián. Construida en el s. XI, es una ermita de planta rectangular con una cabecera semicircular. La decoración en la fachada principal es completamente inexistente salvo en el canecillo punteado que rodea el alero del tejado. En el lado derecho se encuentra la puerta de unos 2,5 m de altura de arco de medio punto con decoración variada. Exteriormente, el ábside está articulado verticalmente, por dos contrafuertes escalonados que sólo llegan hasta la zona superior de las columnas, y horizontalmente, por dos líneas de imposta con molduras decoradas. En la cabecera un pequeño ventanal decorado con dos columnas capta ligeramente la atención por su pequeñez y detalle.
- Ribas de Campos: monasterio de Santa Cruz.
- San Isidro de Dueñas: monasterio de San Isidro de Dueñas, conocido como La Trapa, este monasterio cisterciense tiene sus orígenes en el siglo VII. Tiene importantes elementos del románico, aunque la mayoría del edificio corresponde al siglo XVII.
- Torremormojón: iglesia de Santa María del Castillo.
- Valoria del Alcor: iglesia de San Fructuoso.
- Villamuriel de Cerrato: iglesia de Santa María la Mayor.
- Villaconancio: iglesia de San Julián y Santa Basilisa.
- Vertavillo: iglesia de San Miguelén, en la que se mezcla el románico con el gótico.
- Castrillo de Onielo: iglesia de Nuestra Señora de la Paz, en la que también se mezcla el románico con el gótico.[9]